# Філич
Фі́лич (Фіридж, серб. Филић) — село в Сербії, відноситься до общини Новий Кнежеваць Північно-Банатського округу автономного краю Воєводина.
Село розташоване на східній околиці містечка Новий Кнежеваць.

## Населення
Населення села становить 135 осіб (2002, перепис), з них:
- серби — 60,2%
- угорці — 38,5%,

живуть також слов'яни-мусульмани.